# Giuliano (cognome)
Giuliano è un cognome di lingua italiana.

## Varianti
Giuliani, Giuliana, Zuliani, Zuliano, Zulian, Zuljan, Zuiani, Zuian, Zujan, Iuliani, Iuliano, Juliani, Juliano, Giulianelli, Giulianini.

## Origine e diffusione
Deriva dal cognomen romano Julianus, il cui significato è "appartenente a Giulio", "discendente di Giulio", "relativo a Giulio", ecc.
Giuliano figura al duecentoventiduesimo posto tra i cognomi più frequenti in Italia, ed è portato da oltre 3.000 famiglie. La sua presenza è maggiormente concentrata nelle regioni dell'Italia meridionale, in modo particolare Campania e Sicilia, ma si trova anche un ceppo numeroso in Piemonte. Inoltre in Campania è presente anche nella variante Iuliano.
Il cognome risulta essere più diffuso nella variante Giuliani, ed è l'ottantunesimo in Italia, portato da oltre 7.000 famiglie, la cui distribuzione risulta concentrata nelle regioni centrali e settentrionali, in particolare Lazio, Lombardia, Toscana ed Emilia-Romagna.
Le varianti Zulian e Zuliani, sono tipiche del Veneto e del Friuli-Venezia Giulia, portate da oltre 2.000 famiglie.

## Persone
- Alessandro Giuliano, poliziotto italiano
- Arturo Giuliano, militare e politico italiano
- Balbino Giuliano, politico e storico italiano
- Bartolomeo Giuliano, pittore italiano
- Boris Giuliano, poliziotto italiano, funzionario e investigatore
- Carla Giuliano, politica e avvocatessa italiana
- Carlo Giuliano, orafo italiano
- Gaetano Giuliano, politico italiano
- Gianni Giuliano, attore, doppiatore e direttore del doppiaggio italiano
- Giovanni Giuliano, politico italiano
- Giuseppe Giuliano, vescovo cattolico italiano
- Guglielmo Giuliano, criminale italiano
- Leonardo Giuliano, produttore cinematografico, regista e distributore cinematografico italiano
- Luca Giuliano, autore di giochi italiano
- Luigi Giuliano, mafioso e collaboratore di giustizia italiano
- Luigi Giuliano, calciatore italiano
- Maurizio Giuliano, giornalista, scrittore e viaggiatore italiano
- Nicola Giuliano, produttore cinematografico italiano
- Paolo Giuliano, avvocato e dirigente sportivo italiano
- Pasquale Giuliano, politico e magistrato italiano
- Raffaella Giuliano, calciatrice italiana
- Roberta Giuliano, calciatrice italiana
- Salvatore Giuliano, criminale italiano
- Salvatore Giuliano, criminale italiano

### Variante Giuliani
- Alberto Giuliani, allenatore di pallavolo italiano
- Alberto Giuliani, fotografo italiano
- Aldo Giuliani, ex calciatore italiano
- Alessandro Giuliani, allenatore di pallacanestro e dirigente sportivo italiano
- Alfredo Giuliani, scrittore, poeta e critico letterario italiano
- Americo Giuliani, poeta italiano
- Antonio Giuliani, attore e comico italiano
- Carlo Giuliani, attivista italiano
- Carlo Giuliani, organaro italiano
- Carlo Giuliani, vescovo italiano
- Daniele Giuliani, doppiatore e dialoghista italiano
- Donato Giuliani, ex ciclista su strada italiano
- Fabrizia Giuliani, filosofa, politica e scrittrice italiana
- Francesco Giuliani, scrittore italiano
- Francesco Giuliani di San Lucido, politico italiano
- Fulvio Giuliani, giornalista, conduttore radiofonico e conduttore televisivo italiano
- Giambattista Giuliani, filologo, linguista e storico della letteratura italiana
- Giampaolo Giuliani, tecnico di ricerca in astrofisica italiano
- Gilda Giuliani, cantante italiana
- Giovanni Giuliani – scultore italiano naturalizzato austriaco
- Giovanni Giuliani, pittore e incisore italiano
- Giovanni Francesco Giuliani, arpista, compositore e direttore d'orchestra italiano
- Giuliano Giuliani, calciatore italiano
- Giuseppe Giuliani, accademico italiano
- Haidi Giuliani, attivista italiana
- Laura Giuliani, calciatrice italiana
- Luigi Giuliani, attore italiano
- Luigi Giuseppe Giuliani, calciatore italiano
- Marco Giuliani, attore italiano
- Massimo Giuliani, attore, doppiatore, direttore del doppiaggio, dialoghista e imitatore italiano
- Mauro Giuliani, chitarrista, compositore e violoncellista italiano
- Paolo Giuliani, cestista italiano
- Reginaldo Giuliani, religioso, militare e scrittore italiano
- Rosario Giuliani, sassofonista jazz italiano
- Rudolph Giuliani, politico, avvocato e imprenditore statunitense
- Stefano Giuliani, dirigente sportivo ed ex ciclista su strada italiano
- Valter Giuliani, fisico e astronomo italiano
- Vanessa Giuliani, attrice e doppiatrice italiana
- Veronica Giuliani, badessa e mistica italiana
- Vincenzo Giuliani, storico, medico e archeologo italiano
- Vittorio Mario Giuliani, partigiano italiano